# Райкунов, Александр Васильевич
Александр Васильевич Райкунов (1918—1997) — советский военный. Участник Великой Отечественной войны. Герой Советского Союза (1943). Капитан 3-го ранга. Почётный житель города Новороссийска (1980).

## Биография
Родился 14 ноября 1918 года в селе Киевка Новоузенского уезда Самарской губернии РСФСР (ныне село Новоузенского района Саратовской области Российской Федерации) в семье служащего. Русский.
Окончил начальную школу в родном селе, семилетнее образование завершал уже в Сталинграде, куда семья Райкуновых переехала в 1930 году. В 1933—1934 годах он учился в школе фабрично-заводского ученичества № 1. Затем трудился токарем на Сталинградском тракторном заводе. Работу Александр Васильевич совмещал с учёбой на вечернем отделении Сталинградского тракторного института. При этом он успевал активно заниматься спортом. Целенаправленно готовясь к службе в армии, Александр Васильевич ещё во время учёбы в ФЗУ сдал нормы ГТО 2-й ступени, затем на высоком уровне играл в баскетбол. Когда подошло время призыва на военную службу, Райкунов сам попросил направить его на флот, где срок службы в то время составлял три года.
В ряды Рабоче-крестьянского Красного Флота А. В. Райкунов был призван Сталинградским городским военкоматом в 1938 году. До 1940 года служил минёром и командиром отделения боновой партии в Батуми. Затем старшину 2-й статьи А. В. Райкунова перевели в Севастополь, где он принял под командование сторожевой катер. Во время службы на Черноморском флоте Александр Васильевич серьёзно увлёкся футболом. Его спортивные успехи были замечены командованием, и скоро он начал выступать за команду Дома Военно-Морского флота (ДВМФ). Наверное, звёздным часом Райкунова-футболиста стало его выступление в составе сборной береговых частей Черноморского флота. В матче против сборной надводных сил ЧФ, состоявшемся в декабре 1943 года в Геленджике, команда Райкунова победила со счётом 4:1, а Александр Васильевич в этом матче сделал хет-трик. К этому времени он уже имел три тяжёлых ранения и тяжёлую контузию.
В боях с немецко-фашистскими захватчиками старшина 2-й статьи А. В. Райкунов с 24 июня 1941 года. В этот день сторожевой катер, которым командовал Александр Васильевич, шёл в составе морского конвоя, сопровождавшего танкер «Совнефть». В Тендровском заливе советские корабли были атакованы вражескими бомбардировщиками. В результате прямого попадания авиабомбы катер Райкунова взорвался и затонул в шести милях от побережья. Александр Васильевич был ранен и контужен, но сумел вплавь добраться до берега. Пока он проходил лечение в одесском госпитале, немецкие и румынские войска вплотную подошли к городу. А. В. Райкунова после излечения направили в морскую пехоту. До октября 1941 года старшина 2-й статьи А. В. Райкунов участвовал в обороне Одессы, а после эвакуации гарнизона города он вновь оказался в Батуми, где недолго служил в составе Батумского укреплённого района. В ноябре 1941 года он в составе отряда моряков-добровольцев был направлен в 83-ю отдельную морскую стрелковую бригаду, где был назначен на должность помощника командира взвода пешей разведки 2-го стрелкового батальона. Перед началом Керченско-Феодосийской десантной операции Александр Васильевич получил звание старшины 1-й статьи.
17 декабря 1941 года немецко-фашистские войска начали второй штурм Севастополя. Чтобы облегчить положение защитников города, командование Закавказского фронта разработало план десантной операции, согласно которому части 44-й и 51-й армий должны были высадиться на Керченском полуострове и, разгромив керченскую группировку противника, оказать помощь осаждённому Севастополю. В ночь с 25 на 26 декабря 1941 года десантный отряд, в составе которого оказался старшина 1-й статьи А. И. Райкунов, высадился на северном побережье Крыма у села Мама Русская. Быстро сломив сопротивление противника, десантники стремительным ударом продвинулись вдоль северного берега Крыма к акмонайским позициям. Организованное сопротивление немцев они встретили только к западу от Ак-Моная. А. И. Райкунов, заменивший выбывшего из строя командира взвода, штурмом овладел селом Тулумчак и, закрепившись со своими бойцами на высоте 28,2, отразил несколько контратак противника. 31 декабря в бою за село Владиславовка Александр Васильевич был тяжело ранен и вывезен на Таманский полуостров.
После излечения А. И. Райкунов получил звание лейтенанта и вернулся в свою часть на должность командира взвода пешей разведки 2-го стрелкового батальона, но уже скоро был командирован на курсы усовершенствования командного состава. По их окончании в августе 1942 года он получил назначение в 137-й отдельный полк морской пехоты на должность командира роты автоматчиков. Участвовал в обороне Новороссийска в районе цементных заводов, затем сражался в районе Маркотхского хребта. Рота Райкунова отличилась в позиционных боях в районе горы Сахарная Головка. В ночь с 7 на 8 ноября 1942 года Александр Васильевич со своими бойцами вышел в тыл противника и внезапной ночной атакой уничтожил вражеские огневые точки и до двух рот пехоты неприятеля. Решительные действия роты Райкунова позволили подразделениям полка взять тактически важную высоту 277,0.
В ноябре 1942 года советское командование начало разработку плана широкомасштабного наступления на Северном Кавказе, который в частности предусматривал проведение крупной десантной операции, получившей в дальнейшем название Южно-Озерейской. Накануне проведения операции старший лейтенант А. В. Райкунов был временно переведён в отряд специального назначения под командованием майора Ц. Л. Куникова на должность командира одной из групп вспомогательного десанта. В ночь с 3 на 4 февраля вспомогательный десант Куникова высадился у посёлка Станичка, однако десантный катер, на котором находился Александр Васильевич со своими бойцами, до берега не дошёл. В результате прямого попадания вражеского снаряда на катере начался пожар, и десантникам пришлось прыгать в ледяную воду. В нескольких метрах от берега Райкунов потерял сознание, но кто-то из боевых товарищей вынес его на берег. Очнулся Александр Васильевич уже в госпитале в Геленджике. После возвращения в строй А. В. Райкунов продолжил службу в отряде особого назначения Новороссийской военно-морской базы, который в августе 1943 года был обращён на формирование 393-го отдельного батальона морской пехоты имени Куникова. Александр Васильевич особо отличился в боях за город Новороссийск во время Новороссийской десантной операции.
В ночь с 9 на 10 сентября 1943 года усиленная рота старшего лейтенанта А. В. Райкунова численностью до 200 бойцов одной из первых под огнём противника высадилась на трёх причалах Лесной пристани Новороссийского порта. Пристань оказалась заминированной, и несколько человек подорвались на минах, что вызвало замешательство в рядах морских пехотинцев. Времени на разминирование не было, и Александр Васильевич первым рванулся вперёд, увлекая бойцов за собой. Преодолев проволочные и минные заграждения, рота Райкунова уничтожила два ДЗОТа и по левому берегу реки Цемес вдоль железнодорожной портовой ветки стремительно продвинулась в сторону центра города. Уничтожив несколько засад противника, Александр Васильевич со своими бойцами окружил и штурмом взял здание железнодорожного вокзала. В 06.45 старший лейтенант А. В. Райкунов по рации сообщил в штаб десанта: «Занял вокзал, поднял Военно-морской флаг». Бело-голубое полотнище, водружённое над зданием вокзала старшиной 2-й статьи В. А. Сморжевским, в дальнейшем оказало большое влияние на моральный дух десантников. Александр Васильевич впоследствии вспоминал:

Немцам не давал покоя советский Военно-морской флаг, развевающийся в глубине их обороны. Они много раз пытались сбить его артиллерийским и миномётным огнём, флаг весь был изорван пулями и осколками… В самые тяжёлые минуты, когда казалось: ну всё, больше не выдержать, когда головокружение и слабость от голода и жажды валили с ног, взглянешь на свой советский флаг, который развевается над головой, и душа наполняется гордостью, и как будто изнутри кто-то подсказывает: ты должен выстоять, ты должен победить! И откуда-то вновь берутся силы.— Из книги Г. Н. Холостякова «Вечный огонь».
К рассвету рота Райкунова овладела также тремя башнями элеватора и железнодорожным депо, а чуть позднее и клубом железнодорожников. Немцы скоро опомнились и бросили на ликвидацию десанта крупные силы пехоты и танков. Рота Райкунова, наиболее глубоко вклинившаяся в оборону немцев, была отрезана от причалов. В течение почти шести суток морские пехотинцы вели неравный бой с превосходящими силами врага в полном окружении, не имея воды и пищи. 13 сентября вышла из строя рация, и связь со штабом прекратилась. И только флаг над зданием вокзала свидетельствовал о том, что Райкунов со своими бойцами продолжает сражаться. Последние двое суток морпехи сдерживали натиск врага оружием, которое они добывали в бою или во время ночных вылазок. Много хлопот доставляли десантникам вражеские танки. Особенно тяжело стало после того, как закончились снаряды у бронебойщиков.
Немцы поняли, что у нас мало боеприпасов, и их танки стали подходить к элеваторным башням на 60—70 метров и бить в упор. Такое брало на них зло, что люди готовы были на всё. Старшина Владимир Колесников разглядел на площадке, где останавливались танки, люк канализационного колодца. С моего разрешения он пробрался туда ночью с гранатами. Когда утром первый танк подошёл к колодцу метров на шесть-семь, Колесников быстро высунулся и метнул связку гранат под гусеницы. Танк так и закрутился на месте! Со второго, вероятно, заметили старшину — этот танк пошёл прямо на него. Колесников не растерялся и уже не метнул, а просто сунул гранаты под гусеницу, сам же упал на дно колодца. И этот танк он подорвал. Мы считали, что Колесников погиб. Но после того как немцы ночью оттащили тягачом свои танки, старшина приполз к нам в башню — он был только сильно ушиблен и оглушен. А танки стали держаться осторожнее.
В один из самых тяжёлых дней морские пехотинцы даже заставили поработать на себя вражескую авиацию. Раскусив систему немецкой сигнализации, они сигнальными ракетами ввели в заблуждение немецкие бомбардировщики, которые сбросили бомбы на собственные войска. Героическими действиями рота Райкунова стянула на себя крупные силы противника, чем способствовала скорому освобождению Новороссийска. К утру 16 сентября подразделения 30-й стрелковой дивизии вышли в район вокзала и элеватора и деблокировали морских пехотинцев. Всего за шесть дней боёв бойцы Райкунова отразили 28 контратак немцев, подбили 2 вражеских танка, уничтожили 16 огневых точек и истребили до 560 солдат и офицеров неприятеля. При этом потери роты были оценены командованием как малые. В тот же день 16 сентября 1943 года А. В. Райкунов был произведён в капитан-лейтенанты и награждён орденом Красного Знамени. Указом Президиума Верховного Совета СССР от 18 сентября 1943 года за образцовое выполнение боевых заданий командования на фронте борьбы с немецкими захватчиками и проявленные при этом отвагу и геройство капитан-лейтенанту Райкунову Александру Васильевичу было присвоено звание Героя Советского Союза.
После освобождения Новороссийска 393-й отдельный батальон морской пехоты был возвращён в Геленджик, где его личный состав до конца 1943 года нёс гарнизонную службу и осуществлял охрану побережья. В январе 1944 года батальон был переброшен на Керченский полуостров. С 23 января капитан-лейтенант А. В. Райкунов участвовал в освобождении Крыма, сражался на улицах Керчи, штурмовал Севастополь. После разгрома немецко-фашистских войск в Крыму вновь последовала гарнизонная служба в Севастополе. Новый боевой приказ был получен только в конце лета 1944 года. 27 августа подразделения батальона погрузились на корабли и направились к берегам Румынии. После высадки в Констанце батальону предстояло принять участие в десантных операциях на побережье Болгарии. Однако на рассвете 2 сентября 1944 года в 15 милях от берега тральщик «Взрыв», на котором находился Александр Васильевич, был торпедирован немецкой подводной лодкой U-19 и быстро затонул. Весь офицерский состав экипажа корабля, 53 матроса и 22 десантника погибли. Среди немногих выживших, которых подобрал сторожевой катер, был капитан-лейтенант Райкунов. Александр Васильевич быстро оправился от потрясения и в составе одного из штурмовых отрядов, сформированных из состава батальона, участвовал в операциях по захвату портов Варна и Бургас. Затем он попал в состав экипажа, который перегонял трофейные корабли в советские порты. В октябре 1944 года капитан-лейтенант А. В. Райкунов был направлен в Баку на курсы командиров катеров при Каспийском высшем военно-морском училище. После их окончания Александр Васильевич продолжил службу на Черноморском флоте в должности командира тральщика 3-й бригады траления. Экипаж А. В. Райкунова производил разминирование фарватеров и черноморских портов. В 1947 году во время работы на траверзе Тендровской косы произошла детонация морской мины. Взрывной волной Александра Васильевича выбросило за борт. Моряки тральщика спасли тяжело контуженого командира, но его военная служба на этом завершилась. После лечения в госпитале капитан-лейтенант А. В. Райкунов по состоянию здоровья был уволен в запас. Позднее ему было присвоено воинское звание капитана 3-го ранга запаса.
После увольнения с военной службы А. В. Райкунов вернулся в Сталинград. Работал директором среднего профессионально-технического училища № 8, затем на инженерных должностях на Сталинградском (с 1961 года — Волгоградском) тракторном заводе. Продолжал заниматься спортом — в 1947 году стал чемпионом Сталинграда по городкам.
После выхода на пенсию Александр Васильевич принимал активное участие в военно-патриотической работе. Его воспоминания о войне легли в основу написанной им книги «Рота, за мной!».
Умер 15 сентября 1997 года. Похоронен в Волгограде на Димитриевском (Центральном) кладбище.

## Награды и звания
- Медаль «Золотая Звезда» (18.09.1943);
- орден Ленина (18.09.1943);
- орден Красного Знамени (16.09.1943);
- орден Отечественной войны 1-й степени (11.03.1985);
- орден Красной Звезды (20.01.1944);
- медали, в том числе:
  - медаль «За боевые заслуги» (27.03.1942)
  - медаль "За оборону Севастополя";
  - медаль «За оборону Одессы»;
  - медаль «За оборону Кавказа»;
  - медаль «За победу над Германией в Великой Отечественной войне 1941—1945 гг.»;
- почётный гражданин города Новороссийска (1980).

## Память
- Именем Героя Советского Союза А. В. Райкунова названа улица в Нахимовском районе города Севастополя и улица в Южном районе города Новороссийска.
- Мемориальные доски в честь Героя Советского Союза А. В. Райкунова установлены в городе Волгограде на доме, где он жил (улица Чуйкова, 37) и на фасаде Волгоградского профессионально-технического колледжа (улица Дзержинского, 2).
- Имя Героя Советского Союза А. В. Райкунова увековечено на мемориальной доске на здании железнодорожного вокзала города Новороссийска.
- Мемориальная доска в память о Райкунове установлена Российским военно-историческим обществом на здании средней школы, где он учился.

## Документы
- Общедоступный электронный банк документов «Подвиг Народа в Великой Отечественной войне 1941—1945 гг.» Дата обращения: 12 октября 2013. Архивировано из оригинала 11 мая 2017 года.

Указ Президиума Верховного Совета СССР о присвоении звания Героя Советского Союза.
Орден Красного Знамени (наградной лист и приказ о награждении).
Орден Отечественной войны 1-й степени (информация из карточки награждённого к 40-летию Победы).
Орден Красной Звезды (наградной лист и приказ о награждении).
Медаль «За боевые заслуги» (наградной лист и приказ о награждении).